# Enceb
|  | No s'ha de confondre amb Càpsula fulminant. |

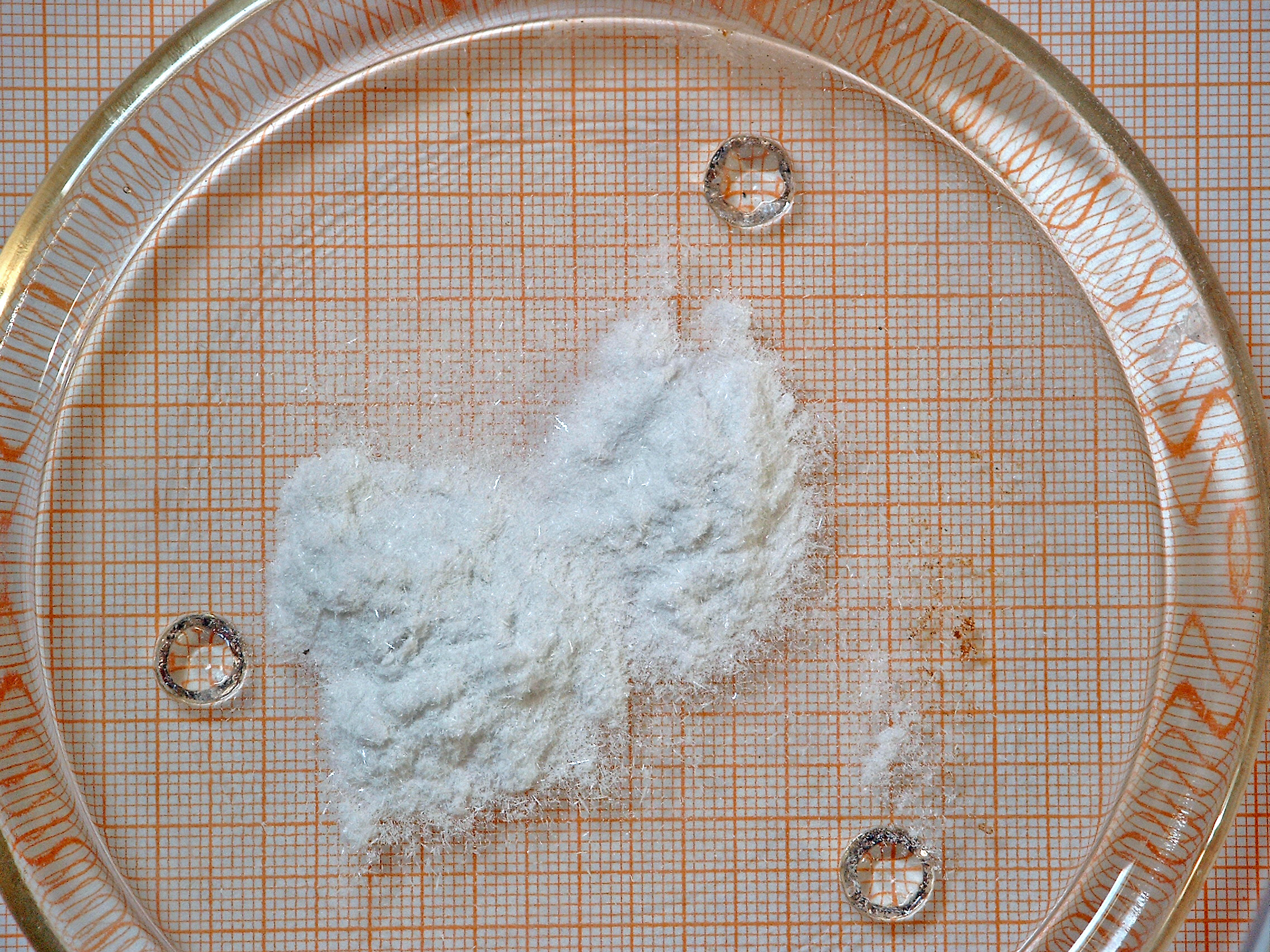
Fulminat de mercuri purificat per emprar en encebs

En artilleria i en general, en totes les armes de foc, l'enceb (en anglès: primer) és un producte químic i/o un dispositiu responsable d'iniciar la combustió del propulsor que ha d'empènyer els projectils fora del canó de l'arma de foc a una velocitat determinada.
A les primeres armes d'avantcàrrega de pólvora negra, l'enceb era essencialment la mateixa substància química que el propel·lent principal (encara que normalment en forma de pólvores més fines), que es dipositava a un cassoleta externa, on podia ser encès per una font d'encesa com una metxa lenta o una pedra de sílex. Aquesta pólvora externa es connectava a través d'una petita obertura a la part posterior del canó (l'oïda) que conduïa el foc a la càrrega principal dins del canó. Com que la pólvora no crema si es mulla, això feia difícil (o fins i tot impossible) el poder disparar aquest tipus d'armes en condicions extremes de pluja o humitat.
Els encebs moderns, per contra, tenen una fórmula especialitzada i estan dissenyats per deflagrar en qualsevol entorn. N'hi ha de dos tipus, els que fan servir productes químics sensibles als cops i els que porten productes químics que s'encenen amb una descàrrega elèctrica. En les armes de foc lleugeres, l'enceb sol ser del primer tipus i està integrat a la base del cartutx. Per exemple els encebs dels cartutxos de les armes de foc curtes, dels cartutxos de fusell i dels cartutxos d'escopeta. Per contra, les peces d'artilleria en ser molt més grans solen utilitzar encebs elèctrics. En artilleria, els encebs són sovint un component separat, situat dins del canó a la part posterior de la càrrega principal de propel·lent, però hi ha altres exemples de pistoles, per exemple, algunes armes automàtiques, dissenyades per disparar cartutxos amb encebs elèctrics integrats.
Quan es colpegen amb la força suficient generada pel percussor o s'encenen elèctricament, els encebs reaccionen químicament i produeixen calor, que es transfereix a la càrrega principal del propel·lent, encenent-lo i aquest, al seu torn, propulsa el projectil. Per raó de la seva petita mida, els encebs no tenen prou energia per disparar un projectil, tot i que tenen prou força per empènyer una bala al menys fins a la meitat del canó (exceptuant alguns cartutxos del calibre.22, que sí que la tenen ja que només porten fulminat)

## Tipus d'enceb
El pas obligat per disparar una arma de foc de qualsevol tipus és encendre el propel·lent. Les primeres armes de foc eren canons manuals, que eren simples tubs tancats. Hi havia una petita obertura, anomenada "oïda", perforada a l'extrem tancat del tub, que conduïa a la càrrega principal de pólvora. Aquest forat s'omplia amb pólvora fina, que després s'encenia amb una brasa o una torxa calenta. Amb l'arribada de les armes de foc de mà, aquest sistema es va convertir en una forma indesitjable de disparar una arma. Sostenir un pal cremant mentre s'intentava encendre la càrrega de pólvora negra dins del canó era perillós i sobre, intentar sostenir l'arma amb una mà mentre s'apuntava a l'objectiu tot palpant el forat d'encebament, feia que fos molt difícil disparar amb precisió.

## Encebament extern

### Pany de metxa
El primer intent de fer més fàcil el procés de disparar les armes de foc portàtils va ser el pany de metxa (matchlock en anglès). El pany de metxa (anomenat així per la seva semblança amb els panys de les portes de les cases) accionat per una palanca, anomenada "serpentí". El serpentí pivota quan es tira i va baixar el partit al forat anomenat oïda. L'enceb era una metxa lenta feta de fibres vegetals que primer es banyaven en una solució de nitrats, carbó vegetal i sofre i després assecaven al sol. Aquesta " metxa lenta" s'encenia abans de carregar l'arma i cremava lentament, mantenint una brasa incandescent a la punta. Després de carregada l'arma i s'imprimís el forat tàctil amb pólvora, la punta ardent de la metxa es posicionà de manera que el serpentí la posava en contacte amb l'oïda del canó. Per disparar l'arma, s'apuntava i es premia el disparador o fiador. Això feia que la brasa de la metxa arribés fins l'oïda, encenent la pólvora. Amb molta cura, la metxa lenta es podia mantenir cremant durant llargs períodes i l'ús del pany de metxa va fer possible un foc bastant precís, fins al punt que la gent amb poc recursos l'emprava encara el s.XVII.

### Pany de roda
La següent revolució en tecnologia d'encesa va ser el "pany de roda". Utilitzava una roda d'acer moletejada que fregava contra un tros de pirita de ferro, de forma similar a un encenedor modern. S'utilitzava una clau per "donar-li corda" posant en tensió una molla interna. Un cop tensada, la roda es mantenia al seu lloc mitjançant un fre. Al activar el disparador o fiador, la vora serrada de l'acer fregava contra la pirita, generant espurnes. Aquestes espurnes es dirigien cap a la cassoleta, petit espai còncau ple de pólvora fina que comunicava amb la recambra a través de l'oïda. La cassoleta normalment estava protegida per una coberta amb molla que es feia lliscar fora de la cassoleta abans de disparar, per exposar la pólvora a les espurnes. El pany de roda va ser una innovació, ja que no depenia de la crema de materials com a font de calor, es podia mantenir preparat durant períodes prolongats de temps. La cassoleta coberta també proporcionava certa capacitat per suportar el mal temps. El vent, la pluja i el temps humit feien inútil un pany de metxa, però un pany de roda carregat i segellat amb una mica de greix al voltant de la cassoleta es podia disparar en la majoria de les condicions, exceptuant la gran tempesta de vent i pluja de la Jornada d'Alger de 1541, que va ser la causa que Carles V demanés als seus enginyers una solució: el pany de rastell, que es va inventar entre el 1541 i el 1567, data en què ja era d'ús comú a Xàtiva i València.

### Pany de rastell
El pany de roda només va gaudir d'un breu període de popularitat abans de ser substituït pel pany de rastell, un disseny més senzill i robust. El "pany de rastell", igual que el pany de roda, utilitzava un cassoleta i una espurna per encendre la pólvora. Com el seu nom indica, els panys de sílex utilitzaven una peça de sílex en lloc de pirita de ferro. El sílex se sostenia en un braç de molla, anomenat "gallet", per la semblança del seu moviment amb un gall picotejant a terra. El gallet girava aproximadament un arc d'uns 90 graus i es mantenia en la posició tensada o "encorbat" mitjançant un disparador o fiador. Normalment, els sílex poden bloquejar el gallet en dues posicions. La posició de "mitja polla" mantenia el gall a la meitat del recorregut i feia servir una osca profunda per tal que si premeu el gallet no alliberés el gall. La mitja polla era una posició de seguretat que s'utilitzava per carregar, emmagatzemar o transportar un sílex carregat. La posició de "gall complet" va mantenir el gall fins a la tornada i va ser la posició des de la qual es va disparar l'arma. El "rastell" en forma de L era l'altra meitat del sistema d'encesa del pany. Servia com tapa de la cassoleta i com a superfície de raspat per al sílex. El frizzen estava articulat i es tenia una molla que forçava el bloqueig en posició oberta o tancada. Quan es va tancava la superfície de cop es va col·locar de manera que el sílex colpegés en l'angle adequat per generar una espurna. El sorprenent sílex també obria el rastell i exposava la cassoleta a l'espurna. El mecanisme de rastell era més senzill i fort que el pany de roda, i el sílex i contra el rastell proporcionaven una bona i fiable font d'ignició. El rastell va romandre en servei dels exèrcit durant més de 200 anys, tanmateix, els panys de rastell encara es fabriquen avui per a les recreacions històriques i la competició de blancs de tir amb avantcàrrega i per als caçadors que gaudeixen del repte addicional que proporciona el pany de rastell.

### Pistó de percussió

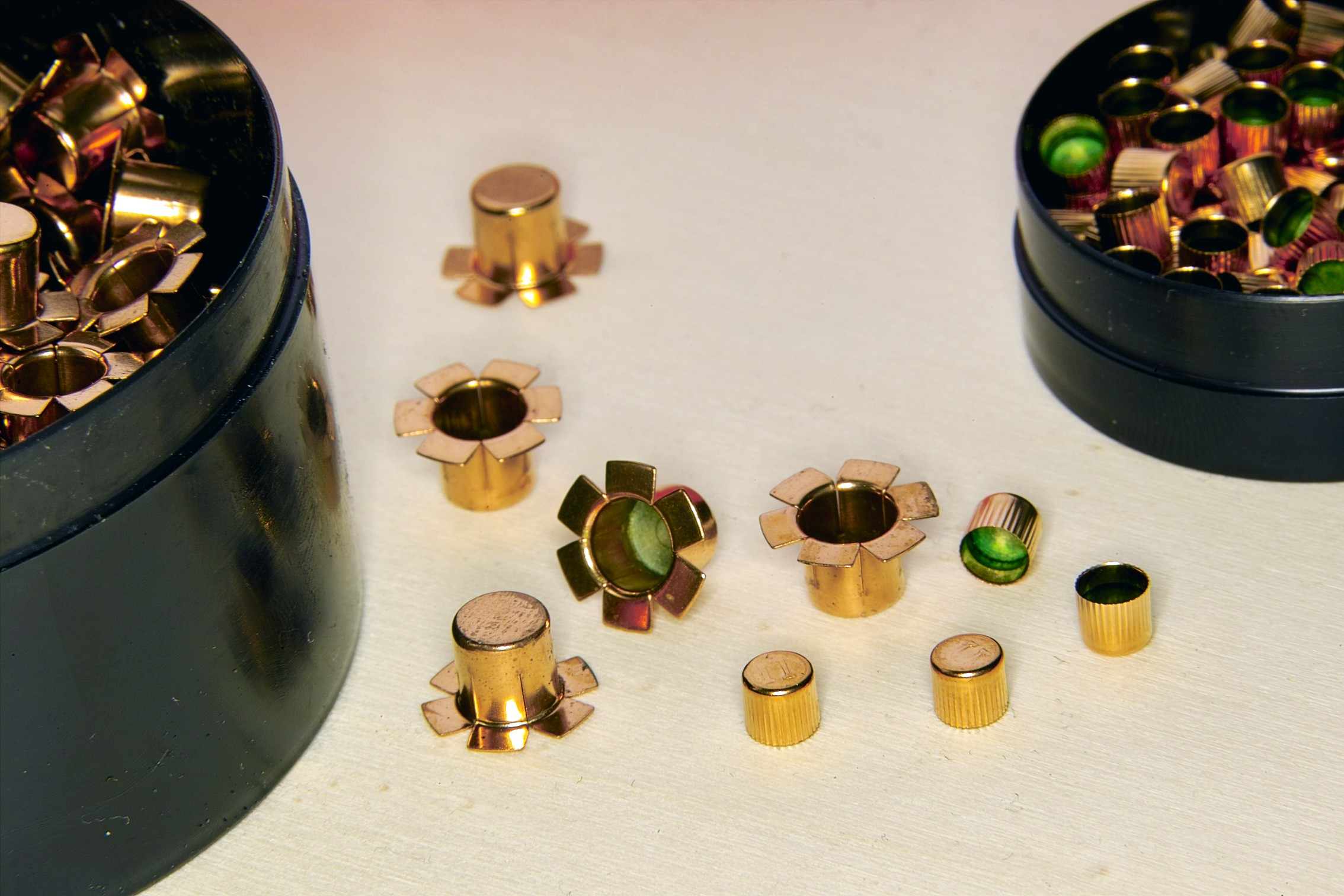
Pistons de percussió

El següent gran salt en la tecnologia d'encebat va ser la invenció de l'enceb químic, o "pistó", i el pany que l'utilitza, s'anomena pany de percussió (caplock en anglès). La ignició per percussió va ser inventada pel clergue escocès Rev. Alexander John Forsyth el 1807, però va necessitar més perfeccionaments abans que fos acceptat gradualment entre els anys 1820 i 1830. A mitjans del segle xix, el sistema de percussió o caplock estava ben establert. Va ser adoptat per ambdós bàndols a la Guerra Civil Americana, ja que era més senzill i fiable que el sílex. La principal raó per la qual es va adoptar tan ràpidament el pany de pistó va ser la seva similitud amb el sílex i la facilitat de convertir els panys antics per utilitzar la ignició amb pistó de percussió; normalment, el mateix pany i canó es podien utilitzar amb canvis menors.
El rastell i la tapa es retiraven i es substituïen per un petit cilindre buit, que anava cargolat al forat de l'oïda i que acabava en un "mugró" sobre el qual es col·locava el pistó de percussió. Un "gallet de martell" que també mantenia les dues posicions, "mig parat" (per carregar i posar el pistó) i "parat complet" substituïa el gallet amb mordassa del pany de rastell. Quan s'alliberava prement el gallet, el martell colpejava contra el pistó. El pistó de percussió era una fina copa de metall que contenia una petita quantitat d'explosiu sensible a la pressió, sovint fulminat de mercuri. En ser colpejat, l'explosiu detonava enviant un raig de gas calent a través de l'oïda que encenia la càrrega de pólvora dins del canó. En el procés de dispar, el pistó generalment s'obria i queia quan es movia el martell a la posició de mig armat. El sistema de caplock funciona bé, i continua sent el mètode d'encebat preferit pels caçadors i tiradors recreatius que utilitzen armes d'avantcàrrega, cal remarcar que els pistons porten principalment dos tipus d'enceb: Azida de plom (II) o Estifnat de plom.

### Ignició elèctrica
Un petit nombre de sense casquet cartutxos d'usar sense enceb en absolut, però el propulsor principal s'encén usant una càrrega elèctrica proporcionada externament, tal com amb la Voere VEC-91 i la O'Dwyer VLE. Això no s'ha de confondre amb una encesa interna elèctrica (vegeu més avall).

## Enceb intern

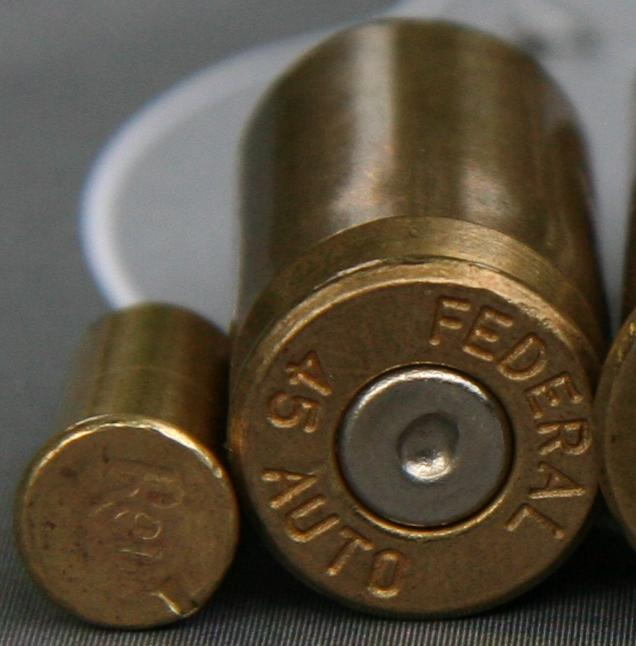
Beines disparades de percussió anular i percussió central (amb la càpsula que conté el fulminant al centre)

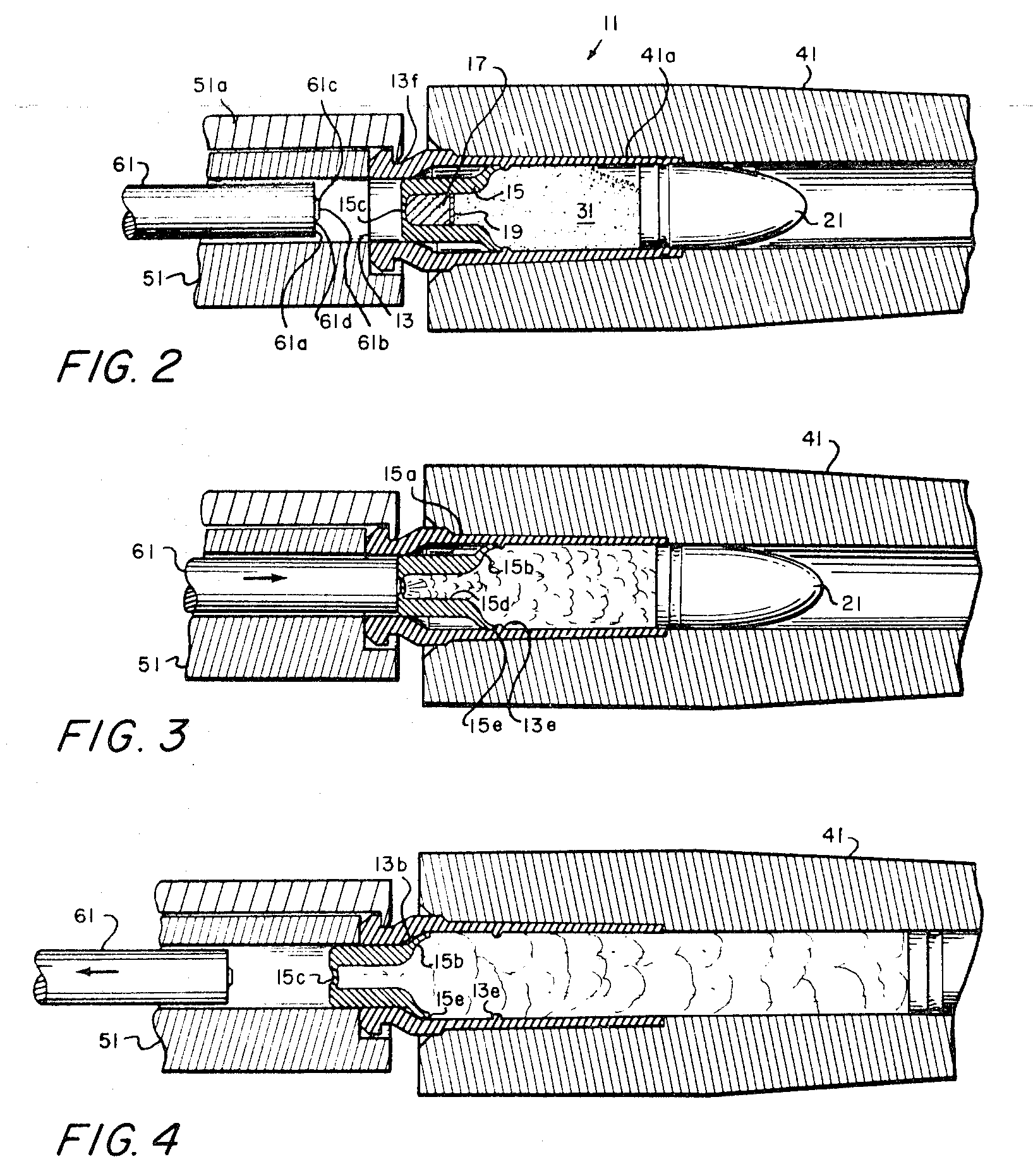

Els encebs químics, la metal·lúrgia avançada i les tècniques de fabricació es van unir al segle xix per crear una classe d'armes de foc completament nova — el braç del cartutx. Els tiradors de pany de rastell havien portat les municions durant molt de temps en cartutxos de paper, que servien per contenir una càrrega mesurada de pólvora i una bala en un paquet convenient; el paper també servia per segellar la bala al forat. Tot i així, la font d'ignició es va manipular per separat del cartutx. Amb l'arribada dels encebs químics, no va passar molt de temps abans que s'inventessin diversos sistemes amb moltes maneres diferents de combinar bala, pólvora i enceb en un sol paquet que es podria carregar ràpidament des de l'escut de l'arma de foc. Això va racionalitzar molt el procediment de recàrrega i va obrir el camí a les armes de foc semi i completament automàtiques.
Aquest gran salt endavant va tenir un preu. Va introduir un component addicional a cada ronda - la caixa del cartutx - que s'havia d'eliminar abans de poder tornar a carregar l'arma. Mentre que un pany de rastell, per exemple, està immediatament llest per tornar a armar-lo un cop disparat, l'adopció de cartutxos de llautó comporta problemes d'extracció i expulsió. El mecanisme d'una pistola moderna no només ha de carregar i disparar la peça, sinó que també ha d'eliminar la beina gastada, que pot requerir el mateix nombre de peces mòbils. Molts mal funcionaments impliquen aquest procés, ja sigui per no extreure correctament un estoig de la cambra o per permetre que emboliqui l'acció. Els inventors del segle xix es van mostrar reticents a acceptar aquesta complicació addicional i van experimentar amb una gran varietat de cartutxos autoconsumibles abans de reconèixer que els avantatges de les caixes de llautó superaven amb escreix el seu únic inconvenient.
Els tres sistemes d'ignició de cartutxos metàl·lics autònoms que han sobreviscut a la prova del temps són el la percussió anular i els encebs o càpsules de foc central de tipus Berdan i Boxer.

### Lefaucheux
Un cartutx Lefaucheux (pinfire) és un tipus de cartutx de llautó obsolet en el qual s'encén el compost enceb colpejant un petit passador que sobresurt radialment just per sobre de la base del cartutx. Inventat per Casimir Lefaucheux el 1828, però no patentat fins al 1835, va ser un dels primers dissenys pràctics de cartutx metàl·lic. No obstant això, el passador que sobresortia era vulnerable a danys, desplaçaments i ignició accidental. A més, s'havia de col·locar el passador amb cura en una petita osca quan es carregava, cosa que impossibilitava l'ús del pinfire en armes repetitives o auto-carregadores. El rimfire sobreviu avui només en uns pocs cartutxos en blanc molt petits dissenyats com a productors de soroll i en noves armes en miniatura.

### Percussió anular
Els cartutxos de percussió anular (rimfire en anglès) utilitzen una carcassa fina de llautó amb una protuberància buida, o vora, al voltant de l'extrem posterior. Aquesta vora s'omple durant la fabricació amb una enceb sensible als impactes. En estat humit, l'enceb és estable; es col·loca una pelleta d'enceb humida a la closca i es fa girar fins als extrems de la vora. (Per obtenir més informació sobre el procés exacte i un conjunt de compostos químics que s'han utilitzat amb èxit, vegeu Enceb a l'USPTO (anglès), una patent de Remington Arms del 1932 de James E. Burns.) En estat sec, l'enceb de la vora es fa sensible als impactes. Quan la vora és aixafada pel gallet o el percutor, l'enceb detona i encén la càrrega de pólvora. Els cartutxos Rimfire són d'un sol ús i normalment no es poden tornar a carregar. A més, atès que la vora ha de ser prou fina per ser aixafada fàcilment, la pressió màxima possible en el cas està limitada per la força d'aquesta vora fina. Els cartutxos Rimfire originalment estaven disponibles en calibres de fins a 1 polzada (100 calibre), però, tot i que les petites rondes de calibre.22 van acabar amb la desaparició. El fusell llarg.22, també disparat amb pistoles, és el calibre recreatiu més popular avui en dia perquè és barat, tranquil i té un retrocés molt baix.
Tot i que el mètode d'enceb lateral és limitat a causa dels casos prims necessaris, ha gaudit d'alguns ressorgiments recentment. La primera va ser la.22 Magnum Rimfire de Winchester, o.22 WMR, a la dècada de 1950, seguida el 1970 per la curta Rimfire de 5 mm de Remington, basada en el cas magnum de Winchester. El 2002 Hornady va introduir un nou cartutx de calibre.17 basat en el.22 WMR, el.17 HMR. El.17 HMR és essencialment un cartutx de.22 WMR de coll avall per acceptar una bala de calibre.17 i s'utilitza com a rodó de armes lleugeres de tir pla. El.17 HMR va ser seguit un any més tard per Hornady's.17 Mach 2, o.17 HM2, que es basa en un cartutx de fusell llarg.22 lleugerament allargat i de coll. Tots dos focs de llanta del calibre.17 han comptat amb un ampli suport dels fabricants d'armes de foc i, tot i que les bales amb jaqueta de calibre.17 d'alta tecnologia i alta velocitat fan que els cartutxos.17 Rimfire siguin una mica més cars que les versions del calibre.22, excel·lent per a fotografies a curt abast i encara molt menys costós que els cartutxos de foc central comparables. El 2013, Winchester va llançar el.17 Winchester Super Magnum, que utilitza la caixa més gran de l'antiga obsoleta.25 Stevens que permet velocitats que s'acosten a 3.000 fps amb una bala de 20gr i la converteixen en la rimfire més ràpida del món.

### Percussió central
La característica identificativa de les municions de foc central és la copa metàl·lica que conté l'enceb inserida en un recés al centre de la base del cartutx. El percutor de l' arma de foc aixafa aquest explosiu entre la tassa i l'enclusa per produir gas calent i una pluja de partícules incandescents per encendre la càrrega de pólvora. Els encebs Berdan i Boxer s'utilitzen en cartutxos de foc central; els primers es diferencien per la seva construcció. S'han utilitzat diverses mescles d'enceb en encebs de diferents mides per provocar una ràpida ignició de la càrrega de pólvora. Calen partícules amb una capacitat calorífica relativament alta per encendre ràpidament recobriments dissuasius de pólvora sense fum. Alguns explosius inicials es descomponen en sòlids o líquids incandescents. Els ingredients inerts es poden escalfar en espurnes incandescents quan l'explosiu es descompon en gas. Els cartutxos per a ús militar requereixen formulacions d'enceb estables, de manera que les reserves de guerra de municions d'armes petites funcionaran de manera fiable després d'anys d'emmagatzematge.

### Enceb elèctric
Alguns canons clàssics i canons automàtics més grans (com el M50 20mm) utilitzen una enceb elèctric interna que conté substàncies químiques activades per una descàrrega elèctrica proporcionada externament, en lloc de fer-ho amb un impacte mecànic. L'enceb encén el propulsor principal, igual que passa amb un tipus d'impacte sensible als xocs. Entre els avantatges que això aporta hi ha la capacitat, en una arma automàtica, de controlar el moment d'encesa del cartutx independentment de l'acció mecànica de l'arma. Històricament, aquesta flexibilitat va ser emprada per la Luftwaffe alemanya a la Segona Guerra Mundial, en uns equips de sincronització inusualment eficients que permetien disparar metralladores i canons automàtics a través de les hèlices en moviment dels seus avions de combat amb un compromís relativament petit en la producció de foc automàtic de les armes. Altres països com la Unió Soviètica confiaven en sistemes mecànics més lents, que reduïen la taxa de foc de les seves armes d'una manera severa.
L'enceb elèctric també es va utilitzar en el sistema EtronX desenvolupat i venut per Remington per a alguns dels seus rifles esportius. Es va vendre com a arma de foc amb un temps d'encebat molt més ràpid que les de pistò de percussió central. Mai no es va convertir en un sistema popular d'armes esportives i, com a resultat, va ser interromput per Remington.